# Liliana Bodoc
Liliana Bodoc (Santa Fe, Argentina, 21 de juliol de 1958 - Mendoza, 6 de febrer de 2018) va ser una escriptora, professora de literatura i poeta argentina.

## Formació i trajectòria
Va estudiar a la Universitat Nacional de Cuyo, on es llicencià en Literaturas Modernas. En col·legis d'aquesta universitat Badoc fou docent de Literatura Espanyola i Argentina. La seva primera obra, Los días del venado, va donar origen a La Saga de los Confines, una trilogia de fantasia èpica que es construeix al voltant d'una complexa recreació de la cultura i les tradicions d'alguns pobles originaris llatinoamericans, i que es va convertir en 'best seller'. Amb aquesta saga, Bodoc es va posicionar com una de les escriptores de literatura d'imaginació més importants del continent. Bodoc també va transitat en el món de la literatura infantil i juvenil. Després de Los días de la sombra i Los días del fuego, van arribar Memorias impuras, Presagio de carnaval, Sucedió en colores, Amigos por el viento i El mapa imposible, entre d'altres. L'any 2018 va morir soptadament a causa d'un atac cardiac quan tornava d'un viatge a l'Havana.

## Reconeixements
El 2002 va guanyar el premi de la Fira del Llibre de Buenos Aires. El 2004 i 2014 fou destacada per la Fundació Konex amb el Diploma al Mèrit i el Premi Konex de Platí. Al maig de 2016 va rebre el títol honoris causa de la Universitat Nacional de Cuyo. També va integrar la llista de premis de The White Ravens el 2002 i 2013. El 2010 va ser candidata al Premi Andersen per Argentina.